# Pietriajewo (obwód iwanowski)
Pietriajewo (ros. Петряево) – wieś (dieriewnia) w Rosji, w obwodzie iwanowskim, w rejonie komsomolskim. W 2021 liczyła 17 mieszkańców.